# Idontwannabeyouanymore
«Idontwannabeyouanymore» (estilizado en minúsculas) —en español: «Ya no quiero ser tú»— es una canción de la cantante estadounidense Billie Eilish. Se lanzó el 21 de julio de 2017, a través de Interscope Records y Darkroom Records, como parte de la promoción de su EP debut Don't Smile at Me (2017). La pista fue escrita por la cantante junto a su hermano Finneas O'Connell. Alcanzó la certificación de platino en Estados Unidos, Canadá y Australia, mientras que en México alcanzó la doble certificación de platino más oro.

## Antecedentes y composición
La canción fue escrita por Billie Eilish junto con Finneas O'Connell, mientras que la producción fue llevada a cabo por este último. La canción trata sobre el «autodesprecio». Eilish en la letra, hace referencias a que cuando se mira al espejo, no quiere ser la persona que ve. «Idontwannabeyouanymore» es un tema que muestra la flexibilidad entre ser optimista y vulnerable de la cantante.

## Recepción comercial
«Idontwannabeyouanymore» se convirtió en el tercer sencillo de Eilish en debutar en la lista de canciones Billboard Bubbling Under Hot 100 de Estados Unidos. La canción más tarde se estrenó en la lista principal de Billboard Hot 100 en el número cien, luego del lanzamiento de un breve vídeo viral que presentaba la canción. Alcanzó su punto máximo en el número noventa y seis en la tabla y se mantuvo durante tres semanas. En Canadá, el sencillo logró alcanzar su punto máximo en el número sesenta en el Canadian Hot 100 y estuvo en la lista durante catorce semanas.

## Vídeo musical
El 4 de enero de 2018, se lanzó un video musical vertical para la canción. El video muestra a Eilish hablándose a sí misma en el espejo, comentando cómo se odia a sí misma.

## Posicionamiento en listas
| Listas (2018-2019)                 | Mejor posición |
| ---------------------------------- | -------------- |
| Canadá (Canadian Hot 100)          | 60             |
| Estados Unidos (Billboard Hot 100) | 96             |

## Certificaciones
| País (organismo certificador) | Certificación    | Unidades certificadas |
| ----------------------------- | ---------------- | --------------------- |
| Australia (ARIA)              | Platino          | 70 000                |
| Canadá (Music Canada)         | Platino          | 80 000                |
| Dinamarca (IFPI)              | Oro              | 45 000                |
| Estados Unidos (RIAA)         | 2x Platino       | 2 000 000             |
| México (AMPROFON)             | 2x Platino + Oro | 150 000               |
| Portugal (AFP)                | Oro              | 10 000                |
| Reino Unido (BPI)             | Oro              | 400 000               |

## Historial de lanzamiento
| País   | Fecha               | Formato                      | Edición  | Discográfica       | Ref   |
| ------ | ------------------- | ---------------------------- | -------- | ------------------ | ----- |
| Varios | 21 de julio de 2017 | Descarga digital y Streaming | Original | Interscope Records | [ 4 ] |